# Yau Ma Tei

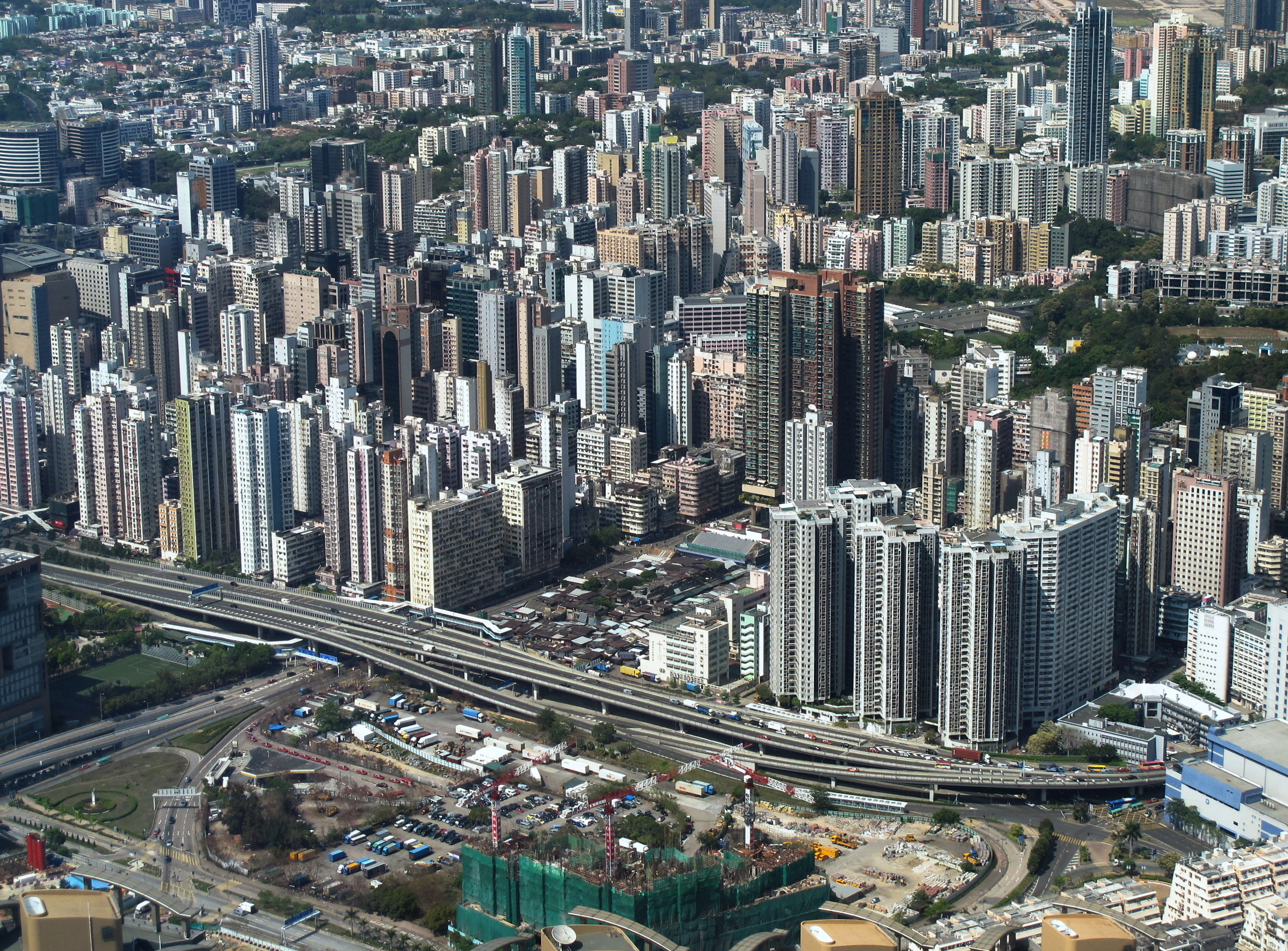
Geschäftszentrum von Yau Ma Tei (ca. 2011)

Yau Ma Tei, häufig auch Yaumatei geschrieben (chinesisch 油麻地, Pinyin Yóumádì, Jyutping Jau4maa4dei6*2, alte Schreibweise 油蔴地), ist ein historisches Gebiet im Süden von Kowloon der Sonderverwaltungszone Hongkong. Nach der Verwaltungsreform in den 1980er Jahren gab es zunächst 1982 den Yau Ma Tei District, der 1988 in Yau Tsim District umbenannt wurde. Seit 1994, nach der „Eingemeindung“ des damals eigenständigen kleinsten Mong Kok Districts, entstand schließlich der heutige Yau Tsim Mong District. Neben den touristisch bekannteren Nachbarvierteln Tsim Sha Tsui und Mong Kok gehört Yau Ma Tei zu den lebhaftesten und geschäftigsten Stadtvierteln in Hongkong mit ebenso vielen Shoppingsmöglichkeiten und Restaurants. Die breitgefächerten Einkaufs- und Warenangebote sowie Vergnügungs- und Entspannungsmöglichkeiten richten sich größtenteils an die gemischte Lokalbevölkerung.

## Etymologie

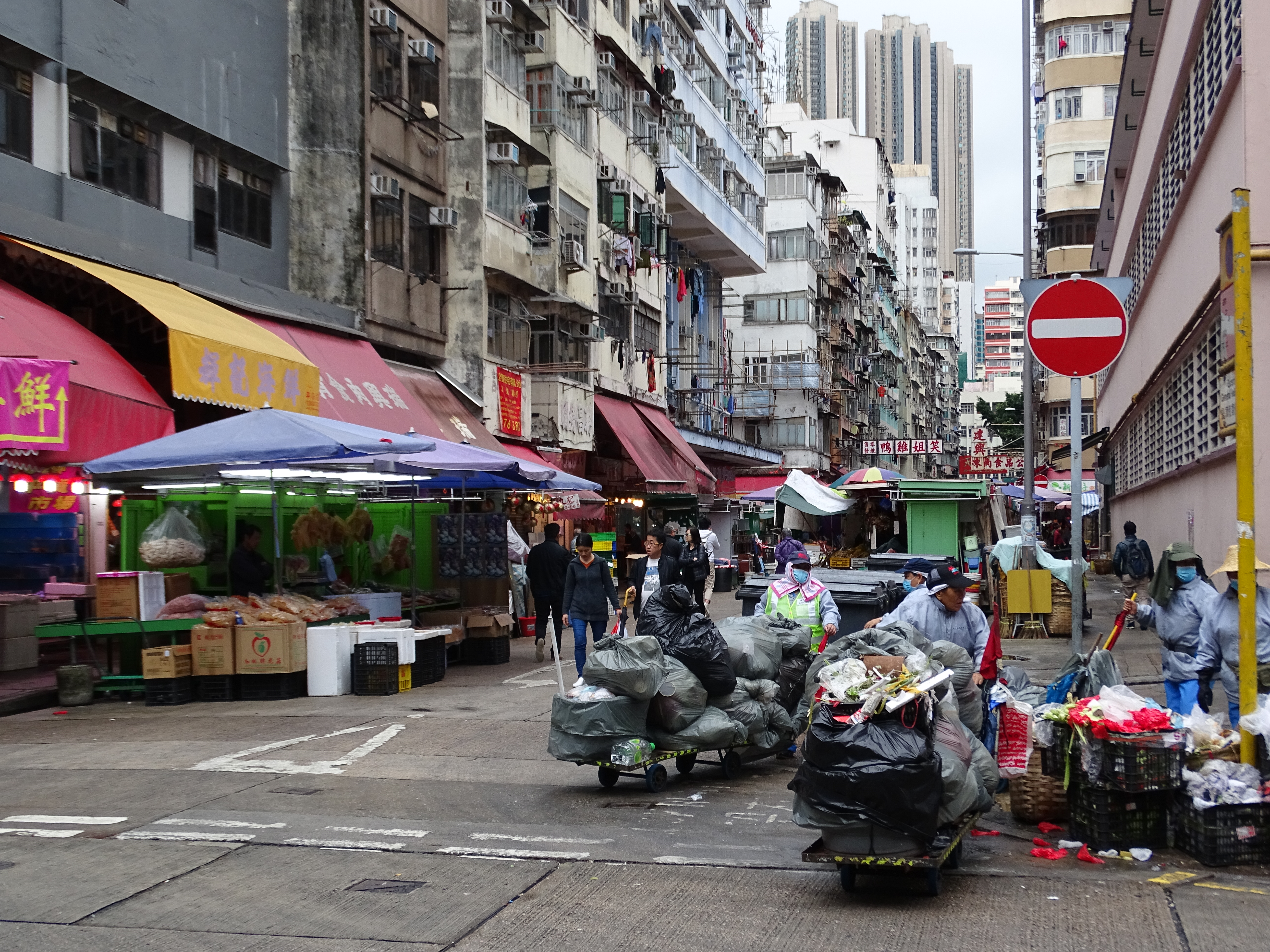
Kansu street Ecke Reclamation Street in Yau Ma Tei (2017/2018)

Der Name des Stadtviertels setzt sich wörtlich aus den Schriftzeichen „Yau“ (油) was „Öl“ bedeutet, „Ma“ (麻 / 蔴) bezieht sich entweder auf „Sesam“ oder „Jute“, und „Tei“ (地) bedeutet „Ort“, „Boden“ oder „Feld“. Yau Ma Tei kann daher entweder als „Öl-“ bzw. „Sesam-Feld“ oder als „Öl- und Jute-Grund“ ausgelegt werden. Die erste Interpretation würde bedeuten, dass es hier irgendwann etwas mit der Anbau oder Verarbeitung von Sesam und Ölherstellung gab – was jedoch nirgendwo belegt ist. Die andere wahrscheinlichere Auslegung ist, dass dieser Gegend eher etwas mit Jute und Öl zu tun hatte. So belegt der historischen „Steintafelnchronik“ (碑記) vom 1870 des Tinhau-Tempel von Yaumatei nahe Market Street, dass das Gebiet hier früher als „Ma Tei“ (蔴地) bekannt war. Mit der Zeit breiteten in dieser Gegend die vielen Fischer die Jutetrossen (麻纜) ihrer Fischerboote zum Trocknen durch die Sonne auf dem Boden aus. Viele Tungölläden machten in dieser Gegend ihr Geschäft und sind historisch durch eine zu errichteten „Grundsteuer“-Art (差餉, englisch rates (tax)) hier in Hongkong belegbar. Die Fischer, die in Hongkong lebten und in Yau Ma Tei ankerten, nutzten Tungöl als Dichtmaterial beim Bau und bei Reparaturen der Boote, und Jute als Material zur Herstellung von Netzen und Trossen. So wurde dieser Ort nach und nach ab 1875 als „Yau Ma Tei“ (油麻地), wörtlich also „Öl-Jute-Gegend“, umbenannt.

## Geschichte
Der Ort Yau Ma Tei war lange Zeit nicht ständig bewohnt gewesen und nur als Ankerplatz von Fischern benutzt worden. In dieser Zeit war dieser Gegend nur als „Ma Tei“ (蔴地)  e) bekannt. Ab 1800 errichteten die Qing-Regierung dort eine Militärbasis. Nach der Unterzeichnung der Pekinger Konvention 1860 Kowloon an die Briten abgetreten wurde, siedelten sie hier Bevölkerung aus einigen Dörfern an, die sie für militärische Zwecke brauchten. Ma Tei entwickelte sich und wurde 1875 zu Yau Ma Tei umbenannt. Besonders in den Jahren nach 1910 wurden viele Objekte erbaut: viele große Hauptstraßen wie Waterloo Road, Nathan Road und Coronation Road, das Kwong Wah Hospital, Pumpwerk Yau Ma Tei Pumping Station, das Kowloon Wholesale Market, später umbenannt in Yau Ma Tei Fruit Market, Polizeistation Yau Ma Tei Police Station; 1929 entstand das Yau Ma Tei Theatre, einst das größte in Kowloon. Die bauliche Entwicklung gipfelte in Yau Ma Tei in den 1960er Jahren.

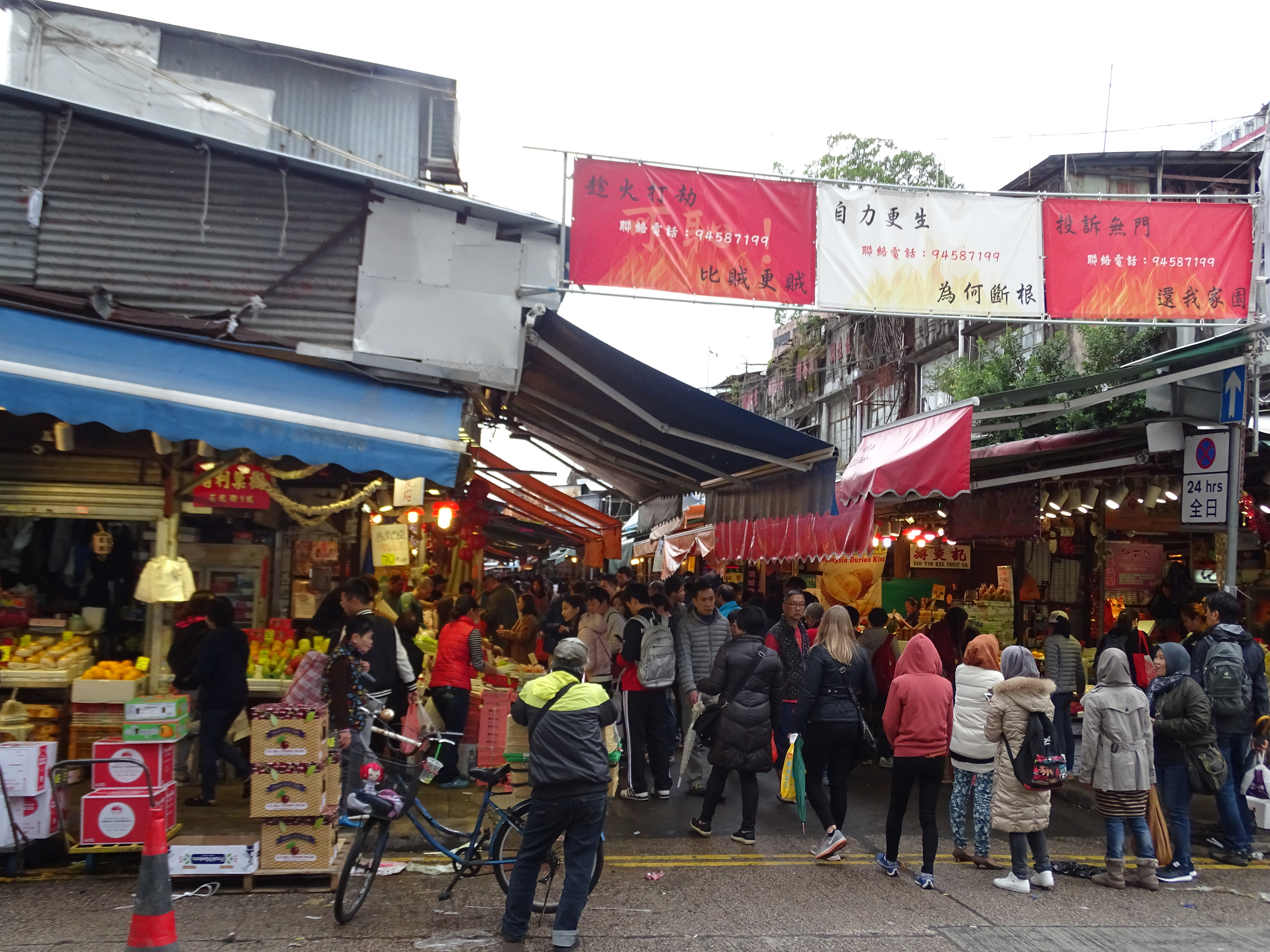
Yau Ma Tei Fruit Market (2017/2018)

Das Gebiet wird heute im Norden durch die Pitt Street und Waterloo Road von Mong Kok, im Süden durch Austin Road von Tsim Sha Tsui und im Osten durch Wylie Road und Princess Margaret Road von Ho Man Tin abgegrenzt; im Westen liegt der Victoria Harbour. Mit der Hauptinsel Hong Kong Island ist Yau Ma Tei – genauso wie mit dem Flughafen – mit einigen U-Bahnlinien MTR verbunden.
Yau Ma Tei hatte 2011 22.218 Einwohner.

## Stellung in der Verwaltungsgliederung
Nach 1968 (und 1971), als die ersten neuen administrativen Strukturen angedacht wurden, blieb Yau Ma Tei noch ein Stadtviertel unter anderen; nachdem 1977 in Hong Kong die ersten Distrikträte (district council) eingerichtet wurden, vor allem dann nach 1982, als das District Administration Scheme schrittweise eingeführt wurde (und die Distriktgrenzen gezogen wurden), wurde der Stadtviertel im Rahmen dieser Verwaltungsreform zum Yau Ma Tei District. 1988 kam es zu einer Umbenennung zu Yau Tsim District. 1994 kam es schließlich zu einer Zusammenführung des Yau Tsim Districts mit Mong Kok District zu Yau Tsim Mong District. Das eigentliche historische Gebiet wird bis heute jedoch nach wie vor Yau Ma Tei genannt.

## Sehenswürdigkeiten
Folgende historische Objekte sind die bekanntesten:
- Tin Hau Temple
- historische Yau Ma Tei Police Station
- Yau Ma Tei Fruit Market
- Yau Ma Tei Theatre (auch Yaumati Theatre, YMTT)
- Yau Ma Tei Pumping Station (auch „Red Brick Building“, RBB)
- Old South Kowloon District Court
- Kowloon Union Church